# Plockspröt

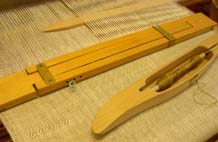
Plockspröt längst bort i bilden.

Plockspröt är en pinne (alt träribba) kort och bred nog att passa den aktuella vävbredden. Den används för att plocka in mönster av olika slag, eller för att plocka bort partier av mönster som bildas vid trampningen. Genom att trä pinnen omväxlande över och under utvalda varptrådar för att ge mönstereffekter, som inte innehålls i grundsolvningen, så skapas ett partiellt skäl när pinnen ställs på högkant inför inslaget av garn. När mönstret plockats reses pinnen på högkant tätt intill vävskeden för att med hjälp av ytterligare en träribba förflytta skälet ska till baksidan av vävskeden inför inslaget.
Bomspröt är ett annat slags spröt som används vid vävning.